# Lytocarpia ctenata
Lytocarpia ctenata är en nässeldjursart som först beskrevs av Totton 1930.  Lytocarpia ctenata ingår i släktet Lytocarpia och familjen Aglaopheniidae. Inga underarter finns listade i Catalogue of Life.